# Друзи
Друзи (англ. Drewsey) — невключённая территория, расположенная в округе Харни штата Орегон, США. Расположен на берегу Малур в 72 км на восток от Бернса.

## Доколониальная история
Регион Друзи издавна часто посещался индейцами племени северные пайюты задолго до прибытия американских поселенцев. Индейцы занимались ловлей рыбы в Малуре и его притоках, охотой и сбором плодов. Последующие столкновения двух культур привели к образованию в 1872 году Индейской резервации Малур, которая включала Друзи. Ожидалось, что пайюты научатся культуре белых поселенцев и станут земледельцами. После более поздних столкновений индейцы были перемещены из региона Малур в резервации на запад. В начале 1880-х годов поселенцы начали осваивать этот регион.

## История
Абнер Роббинс открыл в этом месте магазин в 1883 году и назвал место Гудж-Ай (англ. Gouge Eye) в память о местном споре. Однако, когда Роббинс подал заявку на открытие почтового отделения, это название не было принято, и он поменял его на Дрази (англ. Drusy). Тем не менее, когда в 1884 году почта была открыта зарегестрированное название было Друзи (англ. Drewsey).
Друзи быстро вырос к концу XIX века благодаря сельскому хозяйству и скотоводству. Здесь находились скотоводческая компания Pacific Livestock Company, две лесопилки и другие бизнесы. Рост продолжался до 1920-х годов, когда строящаяся железнодорожная ветка обошла Друзи, как и основная автодорога. Друзи также потерял население во время Великой депрессии 1930-х годов и в последующие годы. К XXI веку в Друзи осталось лишь небольшое количество домов, совмещённый гараж, магазин и почта, таверна и ресторан, а также две церкви и начальная школа.

## Галерея
- Друзи
- Кафе
- Церковь
- Вид Друзи
- Школа